# 東京電力福島原子力発電所事故調査委員会

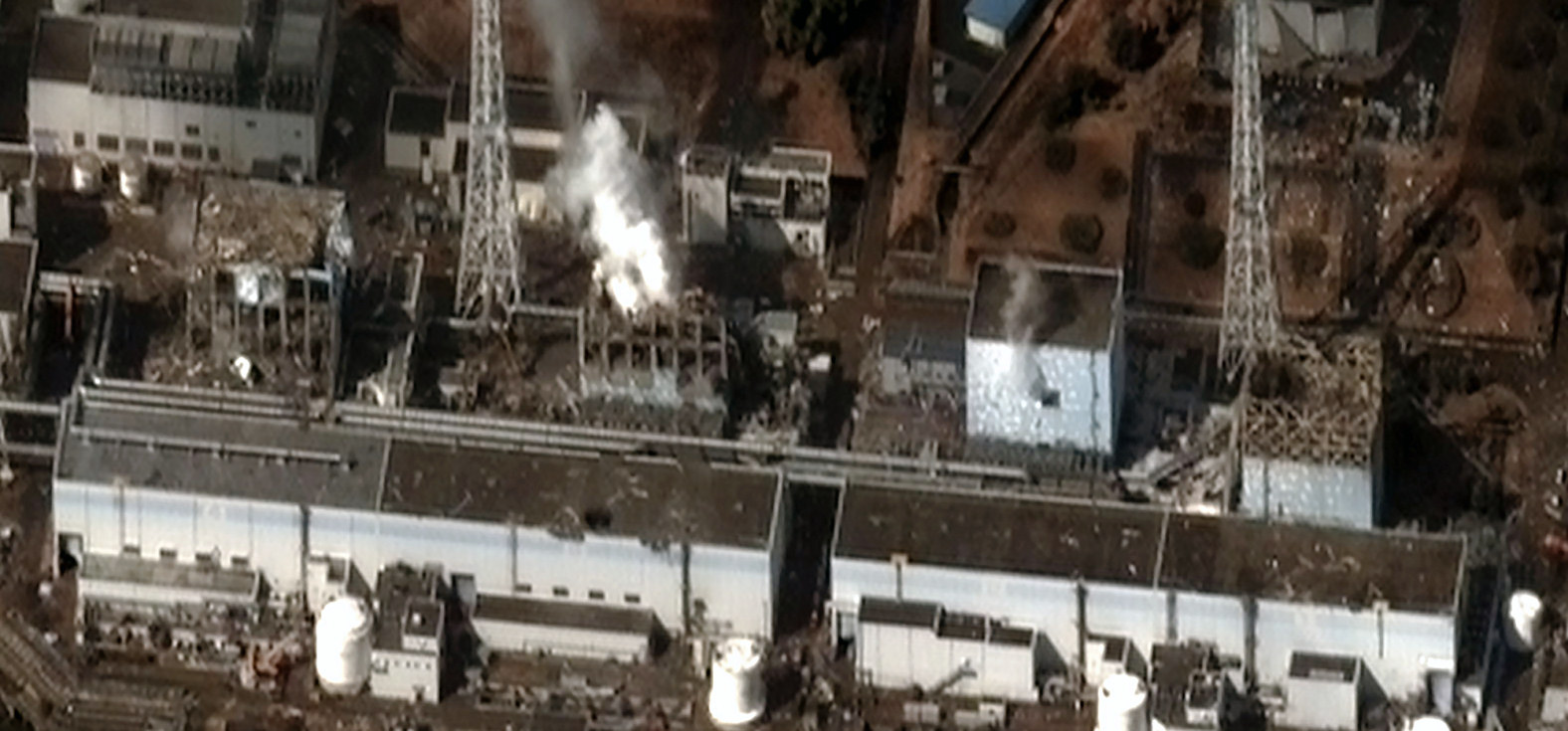
福島原子力発電所

東京電力福島原子力発電所事故調査委員会（とうきょうでんりょくふくしまげんしりょくはつでんしょじこちょうさいいんかい、別名国会事故調）は、「2011年東北地方太平洋沖地震に伴う東京電力福島原子力発電所事故に係る経緯・原因の究明を行う」、「今後の原子力発電所の事故の防止及び事故に伴い発生する被害の軽減のために施策又は措置について提言を行う」ことを目的として、東京電力福島原子力発電所事故調査委員会法に基づき国会に設置されていた機関である。

## 活動
当委員会は立法の国会が法律に基づき設けた事故調査委員会であり、行政としての閣議決定により内閣が設けた｢東京電力福島原子力発電所における事故調査・検証委員会｣とは成立の根拠が異なる。
事故調査委員会は東京電力やその関連事業体、また政府・内閣を含む関係行政機関などから聞き取り調査や資料などの提出や参考人として出頭を求める事ができる。また委員会は必要があるとき「東京電力福島原子力発電所事故に係る両議院の議院運営委員会の合同協議会」に対し国会法の附則抄とされた第7項などによる国政に関する調査を要請することができる。
委員長と9人の委員は任命された日から起算しておおむね6か月後に調査結果報告書を衆議院議長および参議院議長に提出しなければならないとされ、2012年7月5日両議長に報告し、また同時に公表された。なお委員会設置の根拠となる「東京電力福島原子力発電所事故調査委員会法」は施行から1年で効力を失う。委員会の会議は公開することを基本としUSTREAM、ニコニコ生放送や衆議院TVでも中継され、傍聴者も募られた。会議録は衆参両院で保存され、特に秘密を要しない会議録は各議院の議員にも配付された。
事故の直接および間接の原因、事故に伴い発生した被害の直接および間接の原因、関係行政機関その他関係者が事故に対し講じた措置の内容、被害の軽減のために講じた措置の内容、措置が講じられるまでの経緯ならびに措置の効果を究明または検証するための調査を行う。またこれまでの原子力に関する政策の決定、了解およびの経緯その他の事項についての調査を適確に行う。さらに原子力に関する基本的な政策とそれに関する事項を所掌する行政組織の在り方の見直し、原子力発電所の事故の防止と原子力発電所の事故に伴い発生する被害の軽減のため講ずべき施策や措置について提言を行う。

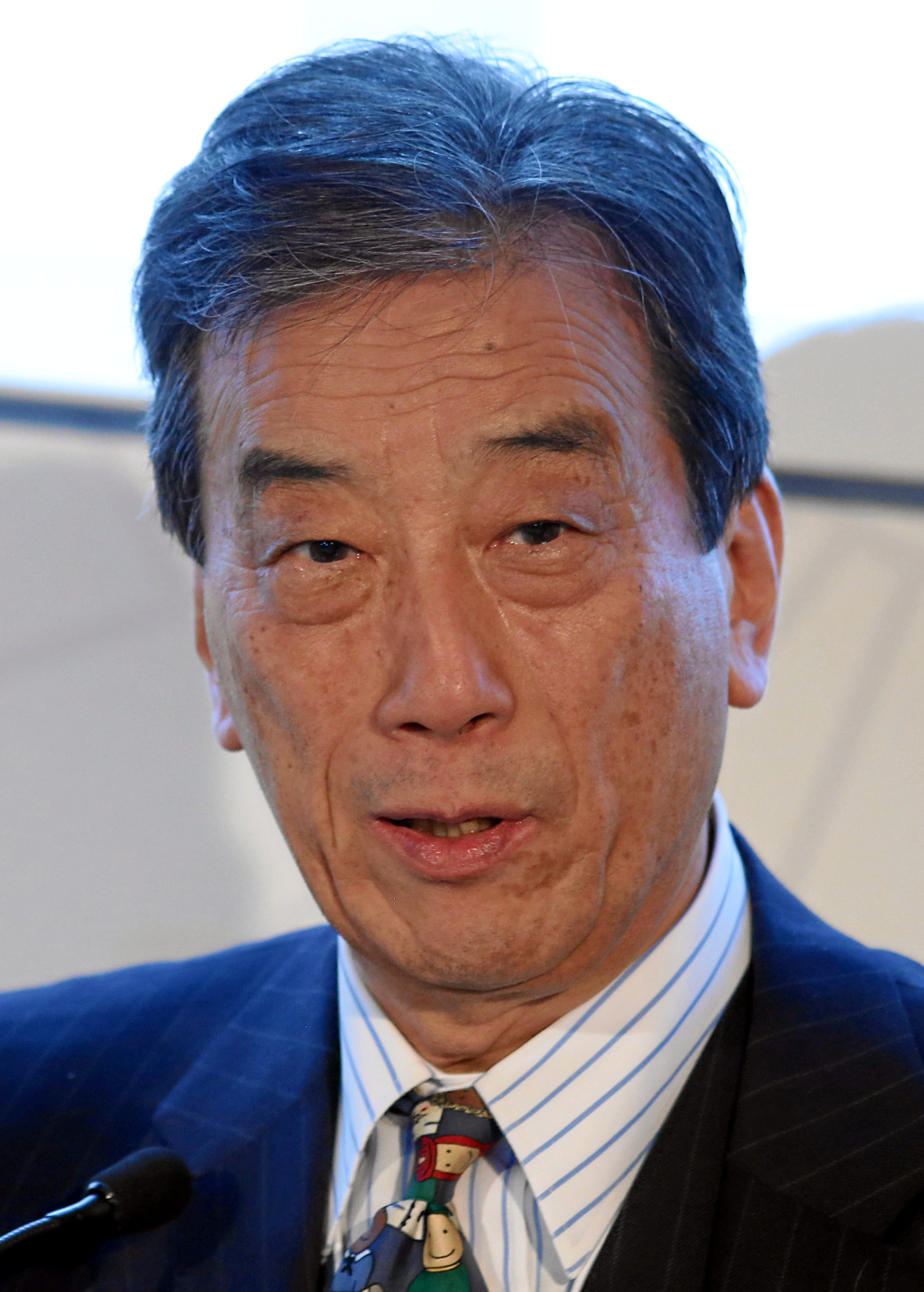
黒川清

2011年12月8日に発足。同日開かれた委員任命式後の記者会見で黒川清委員長は『国民の、国民による、国民のための調査を行いたい。世界の中での日本の信頼を立て直したい。』と述べている。2011年12月19日福島市で初会合を開き、事故調査、被害調査、政策調査と政策提言の4つの作業部会を設けることを決めた。
ヒアリングは1,167人から900時間,タウンミーティングは3回で被災者計400名を集め、被災住民からアンケート調査1万人、海外調査は3回である。

## 報告書
2012年7月5日に国会事故調査委員会報告書が発表された。同報告書では、福島原発事故は人災によって発生したとしている。報告書発表に伴って委員会は調査活動を同日終了した。報告書全文は日本語と英語で公表され、インターネット上に公開されたほか、メディアランド版および徳間書店版が出版されている。
委員会報告書が日本でどう受けとめられているかについて関心が米国で持たれ、2012年11月に米国科学アカデミーが開催した福島原発事故についての公聴会には委員長の黒川が呼ばれた。報告書が発表後およそ5ヶ月たった時点で報告書は国会で議論されていなかった。2012年12月15日〜17日に「原子力安全に関する福島閣僚会議」（郡山市）への出席を打診した外務省の官僚は「この報告書はいつ出たんですか」と委員長の黒川に尋ねたという。
報告書提出の9ヶ月後の2013年4月8日になって国会が対応し始めた。衆議院原子力問題調査特別委員会が、元委員長の黒川、田中三彦、石橋克彦など9人を参考人聴取し、黒川は「事故は明らかにまだ収束していない」と述べた。
2012年10月24日に事務局が閉鎖されたことに伴ってホームページが10月末で終了することが告知され、委員会の調査資料等が国立国会図書館に移管されることが告知された。

## 構成員
委員長
- 黒川清（医学博士、東京大学名誉教授、元日本学術会議会長、元内閣特別顧問）

委員
- 石橋克彦（地震学者、神戸大学名誉教授、元東京大学地震研究所助手）
- 大島賢三（独立行政法人国際協力機構顧問、元国際連合大使）
- 崎山比早子（医学博士、元放射線医学総合研究所主任研究官）
- 櫻井正史（弁護士、元名古屋高等検察庁検事長、元防衛省防衛監察監）
- 田中耕一（化学者、株式会社島津製作所フェロー、ノーベル賞受賞）
- 田中三彦（科学ジャーナリスト）
- 野村修也（中央大学大学院法務研究科教授、弁護士、コンプライアンスの専門家）
- 蜂須賀禮子（福島県大熊町商工会会長）
- 横山禎徳（社会システム・デザイナー、東京大学エグゼクティブ・マネジメント・プログラム企画・推進責任者）

参与（2012年2月9日任命）
- 木村逸郎（京都大学名誉教授、財団法人大阪科学技術センター顧問）
- 児玉龍彦（東京大学アイソトープ総合センター長）
- 八田達夫（大阪大学名誉教授、政策研究大学院大学名誉教授

## 調査終了後の動き
2013年2月7日、元委員田中三彦が記者会見で明らかにしたことによれば、1号機原子炉建屋4階の非常用復水器が津波ではなく、事前の地震によって壊れ機能しなかったとの疑念のため2012年3月の調査を申し入れたが、2012年2月28日東京電力企画部長に4階は真っ暗で危険であると映像を伴い説明され、調査を断念したが説明は虚偽で調査妨害であったとして、衆参両院議長と経済産業相に文書を提出し調査を要請した。2013年3月13日、元仙台高等裁判所長官・田中康久を委員長とする東京電力が設けた第三者検証委員会は報告書をまとめた。報告書は企画部長の勘違いによる説明であり事実隠蔽や組織的関与はなかっとしたが、他の職員が部長の勘違いを正さなかったり、説明前に上司の判断を仰がなかったなどを指摘し、併せて職員に対して当事故調査委員会への協力指示が不徹底だったとする東電社内の意志疎通改善を求めた。
2013年4月8日、初めて開かれた原子力問題調査特別委員会に原子力規制委員会委員となった大島賢三を除く、委員長および委員計9人が参考人として呼ばれた。
2013年5月1日、原子力規制委員会は福島第一原子力発電所事故に対する初回の検討会を開き、同年2月7日の田中が指摘した疑念や政府事故調などからも提起される未解明な16項目などを今後検証していくこととした。

## 関連文献
- 東京電力福島原子力発電所事故調査委員会 『国会事故調報告書』徳間書店、2012年9月30日 ISBN 978419863486-5
- 塩崎恭久『「国会原発事故調査委員会」立法府からの挑戦状』 出版共同流通、2011年12月20日 ISBN 978-4905156031